# موجة شعرية

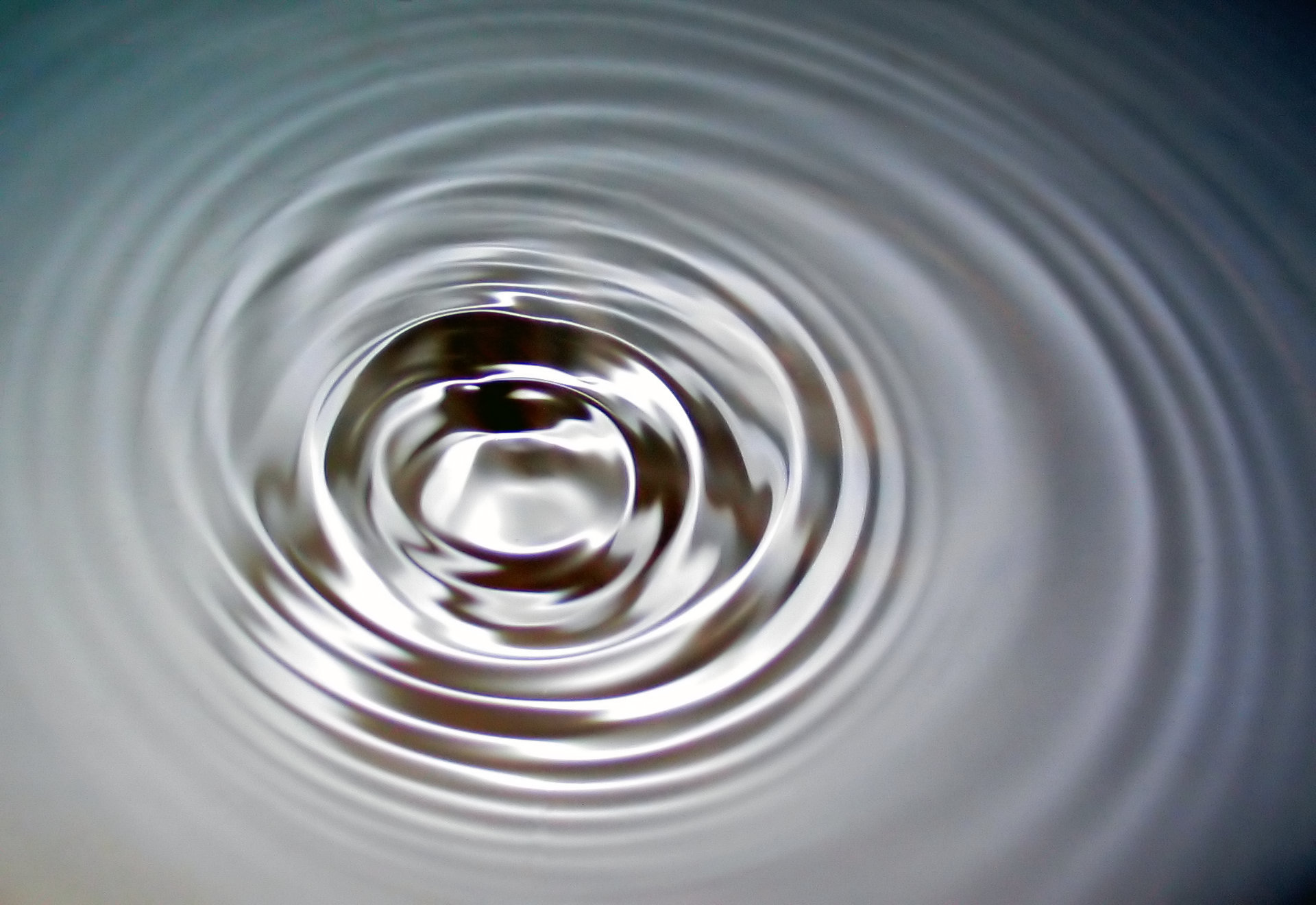
مويجة شعرية.

في علم الفيزياء الموجة الشعرية أو المويجة هي موجة على سطح سائل لها طول موجي قصير للغاية لدرجة أن حركة السائل تحكم غالبا بقوة التوتر السطحي. ويجب أن يكون الطول الموجي للمويجة أقل من :
{\displaystyle \lambda _{c}=2\pi {\sqrt {\frac {\sigma }{(\rho -\rho ')g}}}}
حيث:
- σ التوتر السطحي،
- ρ كثافة السائل.
- λc الطول الموجي

بالنسبة للماء, λc = 1.7 cm.